# 안세현
안세현(安洗賢, 1995년 10월 14일 ~ )은 대한민국의 수영 선수이다. 주종목은 접영이며 SK텔레콤 소속이다.

## 생애
1995년 10월 14일에 경상남도 울산시 남구에서 태어났다. 초등학생때 수영을 울산 삼신초등학교 수영코치에게서 권유를 받아 시작했으며 첫 전국소년체육대회 메달을 유년부 4학년 재학중에 접영으로 이뤄냈다. 그 다음해 쟁쟁한 6학년 언니들과 경쟁하며 초등 5학년때 접영 100m 부문에서 전국소년체육대회에서 금메달을 수확하였으며 50m 부문에서는 은메달을 획득했다. 그 다음해 6학년 재학중때엔 50m 100m 두 종목 다 서울 특별시에 이승연 선수에게 아쉽게 져 은메달을 두개를 수확하였다. 그 다음 해 2008년 전국소년체육대회 에서는 대현중학교 재학 중에 접영 50m에서 29.59의 성적으로 동메달을 따였다. 100m 에선 1분04초의 기록으로 단축에 실패하였다.
2009년엔 동부초등학교, 여러개의 학교와 같이 합병하여 겨울마다 제주도로 전지훈련을 다니며 실력을 향상 시켰으며 울산엔 그 해 울산엔 여러명의 유망주들이 있었다. 그 다음해 대현중 2학년 재학 시절 첫 대회인 한라배 전국 수영대회에서 1분01초90이라는 3초가 당겨진 기록으로 1위에 입상하였다. (이때부터 안세현 선수가 접영 100m에서 엄청난 두각을 보였다.) 그 후 2009년 전국소년체육대회에서 첫째날 200m에서 2분12초의 성적으로 2위를 하였으나 그 다음 날 접영 100m에서 최재은 선수(1분00초48)을 1분00초38의 기록으로 우승하였다. 50m 부분에서 최재은 선수가 27초에 턴하면서 해설이 한국신기록 페이스로 가고 있다고 엄청난 박수와 환호가 나왔었다. 그 당시 안세현 선수의 턴기록은 28초. 그 후 2010년 마지막 전국소년체육대회 에선 50m 27.24(대회신기록) 100m 59.81(개회신기록)으로 2관왕을 차지하였으며 아직도 이 기록은 깨지지 않고있다. 그 다음해 효정고등학교로 진학하며 생에 첫 국가대표로 발탁되었다.
울산에서 열린 세계선수권 선발전 동아수영대회에서 100m에서 여자 부문 1위를 해 세계선수권 출전 자격을 획득하였다. 세계 대회 첫 데뷔는 2011년 고등학교 1학년 시절이었다. 그리고 경기도 고양에서 개최된 전국체육대회 에 참가해 200m(2:10.58)에서 1위, 100m(59.32 한국신기록, 종전기록 59.33)에서 1위를 해 2관왕을 하였다. 이 한국신기록은 생에 첫 한국신기록이다. 그 다음해 고등학교 2학년 재학 시절 대구 두류동 두류수영장에서 열린 전국체육대회에서 50m , 100m에 출전하여 2관왕에 올랐다. 50m (26.95) , 100m (58.84 한국신기록, 종전 59.32)으로 자신의 기록을 또 갈아치웠다. 그 다음해에 자신의 마지막 학생시절의 2013년 전국체육대회 에서도 역시 또 한번 괴력을 발휘하였다. 100m에서 또 한국신기록을 수립하였다. (58.63, 종전 58.84)의 기록으로 자신의 기록을 또 전국체육대회에서 갈아치웠으며, 이것은 자신의 3번째 한국신기록이다. 또한 200m에서 1위를 하였으며 고등학생 시절 접영을 3연패하며 완전히 제패하였다. 이때부터 체전용이라는 별명이 생겼으며 그 다음해 그 별명을 확실히 사라지게했다. 2014년 MBC 전국수영대회에서 접영 100m에 출전해 58.56의 기록으로 또 한번 한국신기록을 수립하였다. 제주도에서 열린 전국체육대회에서 또 접영 100m 부문에서 1위로 독주하며 한국신기록을 수립하였다. 58초33의 기록으로, (종전 58.56)를 또 깼으며 확실히 체전강자임을 입증하였다. 2017년 세계 수영 선수권 대회에 국가 대표로 참가했으며, 여자 접영 100m 대한민국 최고 기록(57초 07)을 보유하고 있다.

## 학력
- 삼신초등학교
- 대현중학교
- 효정고등학교

## 개인 최고 기록
| 종목      | 기록    | 날짜       | 대회                                       | 장소                            | 기타 |
| --------- | ------- | ---------- | ------------------------------------------ | ------------------------------- | ---- |
| 접영 100m | 57초 07 | 2017.07.25 | 2017 국제수영연맹(FINA) 세계수영선수권대회 | 헝가리 부다페스트 다뉴브 아레나 | 4위  |

## 수상 내역
- 2011 제92회 전국체육대회 수영 여자고등부 접영 200m 금메달
- 2011 제92회 전국체육대회 수영 여자고등부 접영 100m 금메달
- 2012 제93회 전국체육대회 수영 여자고등부 접영 50m 금메달
- 2012 제93회 전국체육대회 수영 여자고등부 접영 100m 금메달
- 2013 제94회 전국체육대회 수영 여자고등부 접영 50m 금메달
- 2013 제94회 전국체육대회 수영 여자고등부 접영 100m 금메달
- 2014 MBC배 전국수영대회 여자일반부 접영 100ｍ 1위
- 2018 제23회 코카-콜라 체육대상 여자 신인상